# バガブー
バガブーとは、1999年に設立されたオランダのメーカー。モビリティカンパニーをコンセプトに掲げ、スーツケースとベビーカーを製造、販売している。同社はオランダ、アムステルダムに本社を置き、英国、ドイツ、イタリア、スペイン、米国、フランス、オーストラリアなどにオフィスを、また中国に自社工場を所有し、世界中で1200名を超える従業員を雇用している。同社の製品は世界50カ国以上で販売されている。

## 沿革
- 1999年 - エドゥアルド・ザネン、およびマックス・バレンブルグが会社を設立。[2]
- 2001年 - バガブーフロッグが英国で発売、2003年に米国で発売された。
- 2004年 - 限定版のコラボレーションモデル、バガブー by Bas Kostersが紹介された。
- 2005年 - バガブー ゲッコーとバガブー カメレオンが発売された。
- 2007年 - バガブー ビーが製品に追加された。
- 2010年 - 化粧品ブランドのUslu Airlinesとのコラボレーションが発売された。
- 2011年 - コンバーティブルモデルのバガブー ドンキーが紹介された。
- 2013年 - 全路面対応のバガブー バッファローが紹介された。
- 2016年9月 - スーツケース バガブー ボクサーが紹介された。

## その他の活動
2012年には、バガブーは、ペンフォールズ、ベルヴェデーレ、Apple社らと共に（RED）キャンペーンのパートナーとして名を連ねている。このキャンペーンのミッションは、2015年までに母から子へのHIVウイルスの伝播を防止することにある。

## 参照
1. ↑  “The story of us”.   公式ウェブサイト (2015年). 2015年11月1日閲覧。
2. ↑  ““Bugaboo International B.V. - Company Overview””.   Bloomberg (2008年). 2008年5月25日閲覧。
3. ↑  “(RED). The ONE Campaign”. (RED).   The ONE Campaign (2012年). 2012年5月24日時点のオリジナルよりアーカイブ。2012年10月14日閲覧。